# Мікоше
Мікоше (пол. Mikosze, нім. Mykossen) — село в Польщі, у гміні Ожиш Піського повіту Вармінсько-Мазурського воєводства.
Населення — 240 осіб (2011).

## Демографія
Демографічна структура станом на 31 березня 2011 року:
|          | Загалом | Допрацездатний вік | Працездатний вік | Постпрацездатний вік |
| -------- | ------- | ------------------ | ---------------- | -------------------- |
| Чоловіки | 117     | 31                 | 75               | 11                   |
| Жінки    | 123     | 32                 | 68               | 23                   |
| Разом    | 240     | 63                 | 143              | 34                   |